# Cibotium chamissoi
Cibotium chamissoi är en ormbunkeart som beskrevs av Georg Friedrich Kaulfuss. Cibotium chamissoi ingår i släktet Cibotium och familjen Cibotiaceae. Inga underarter finns listade.

## Bildgalleri

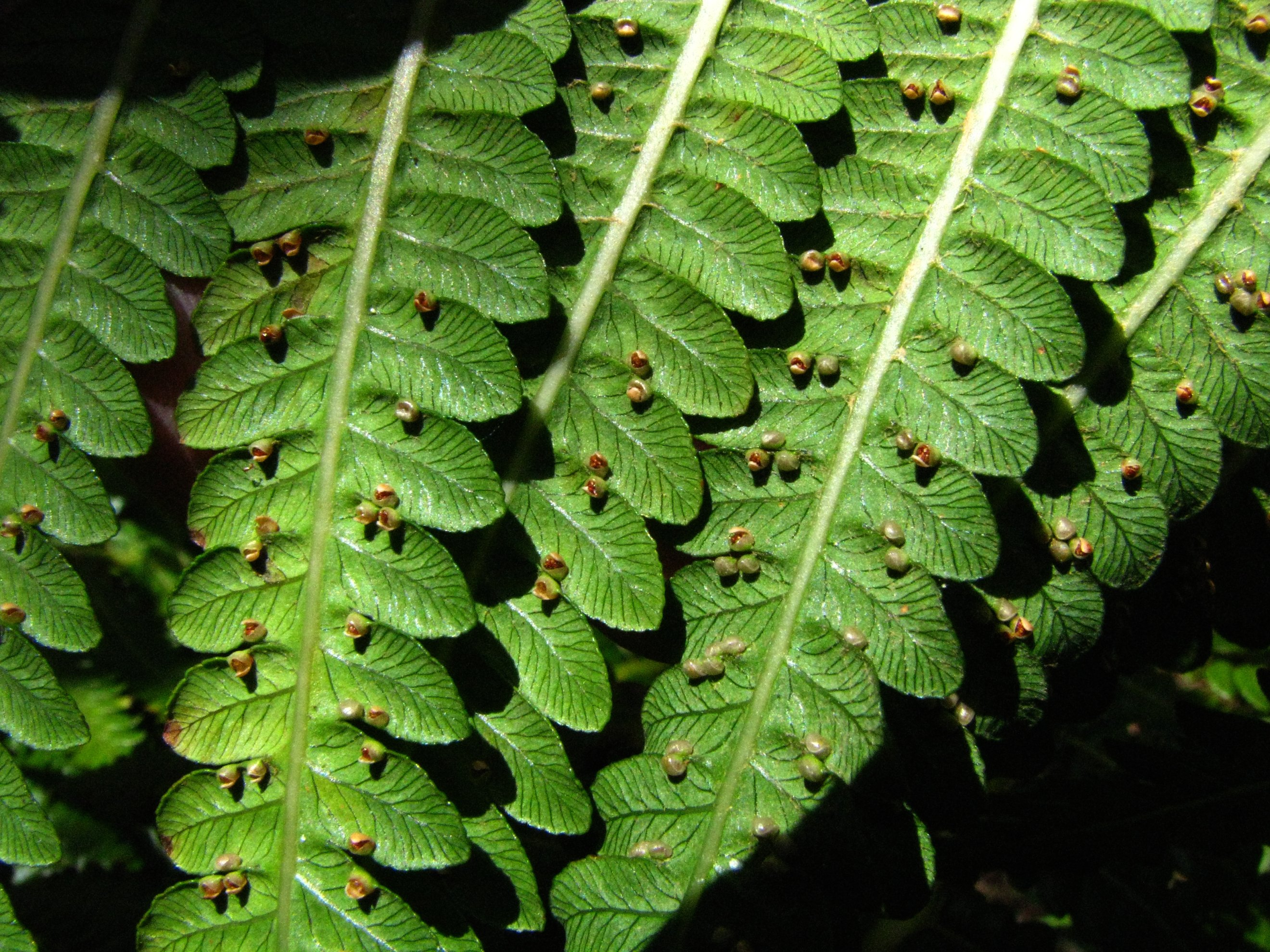
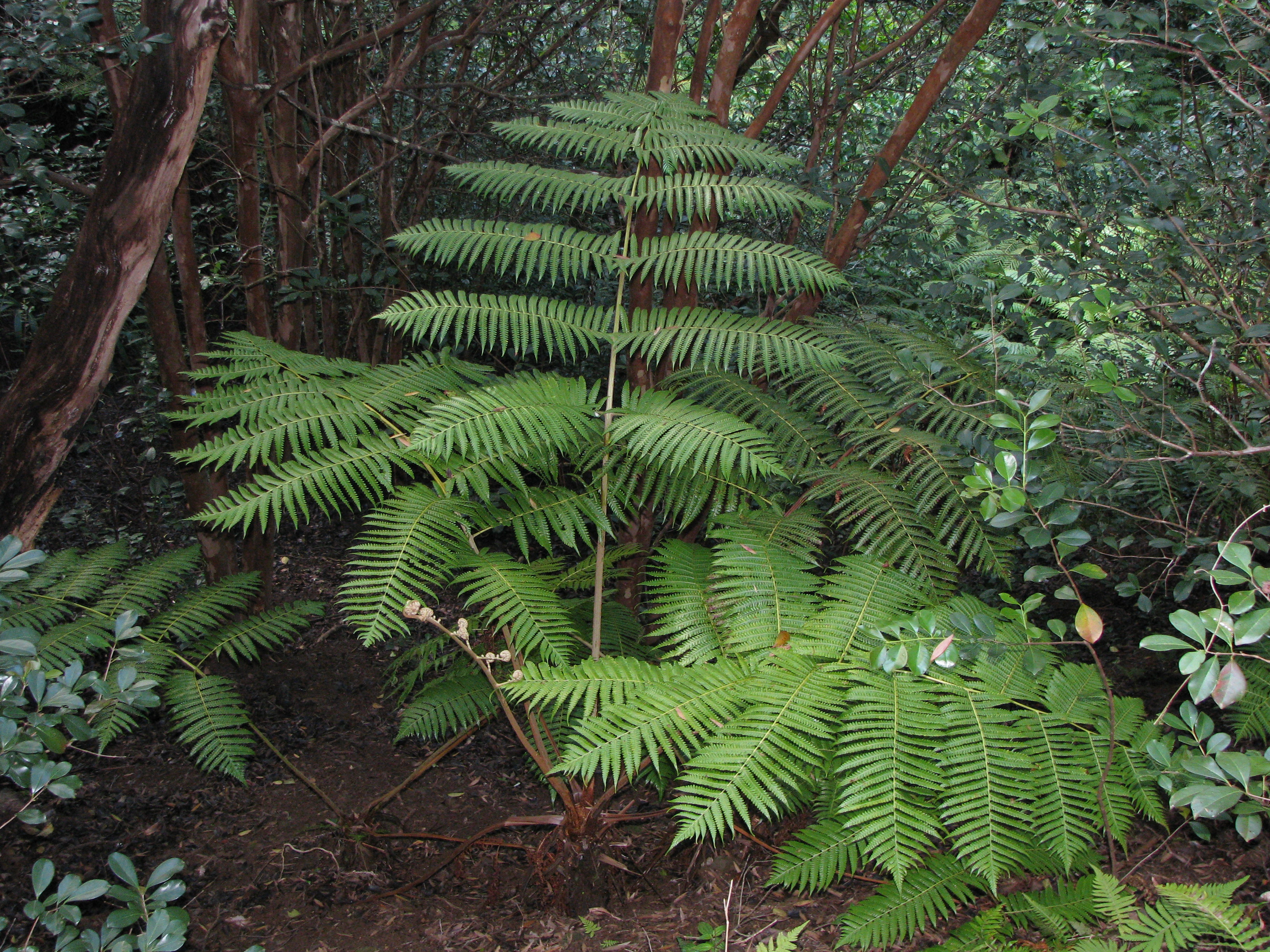
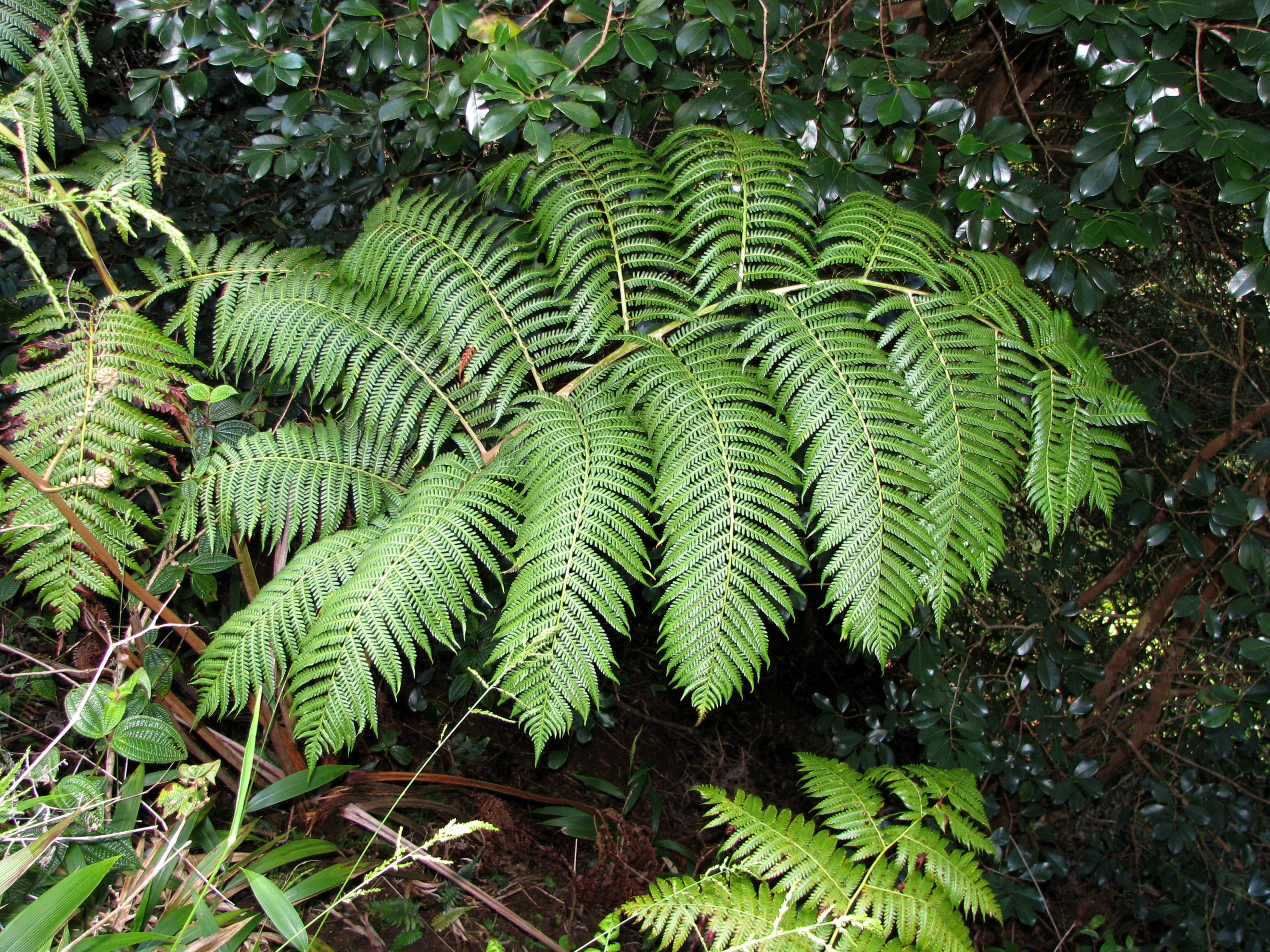
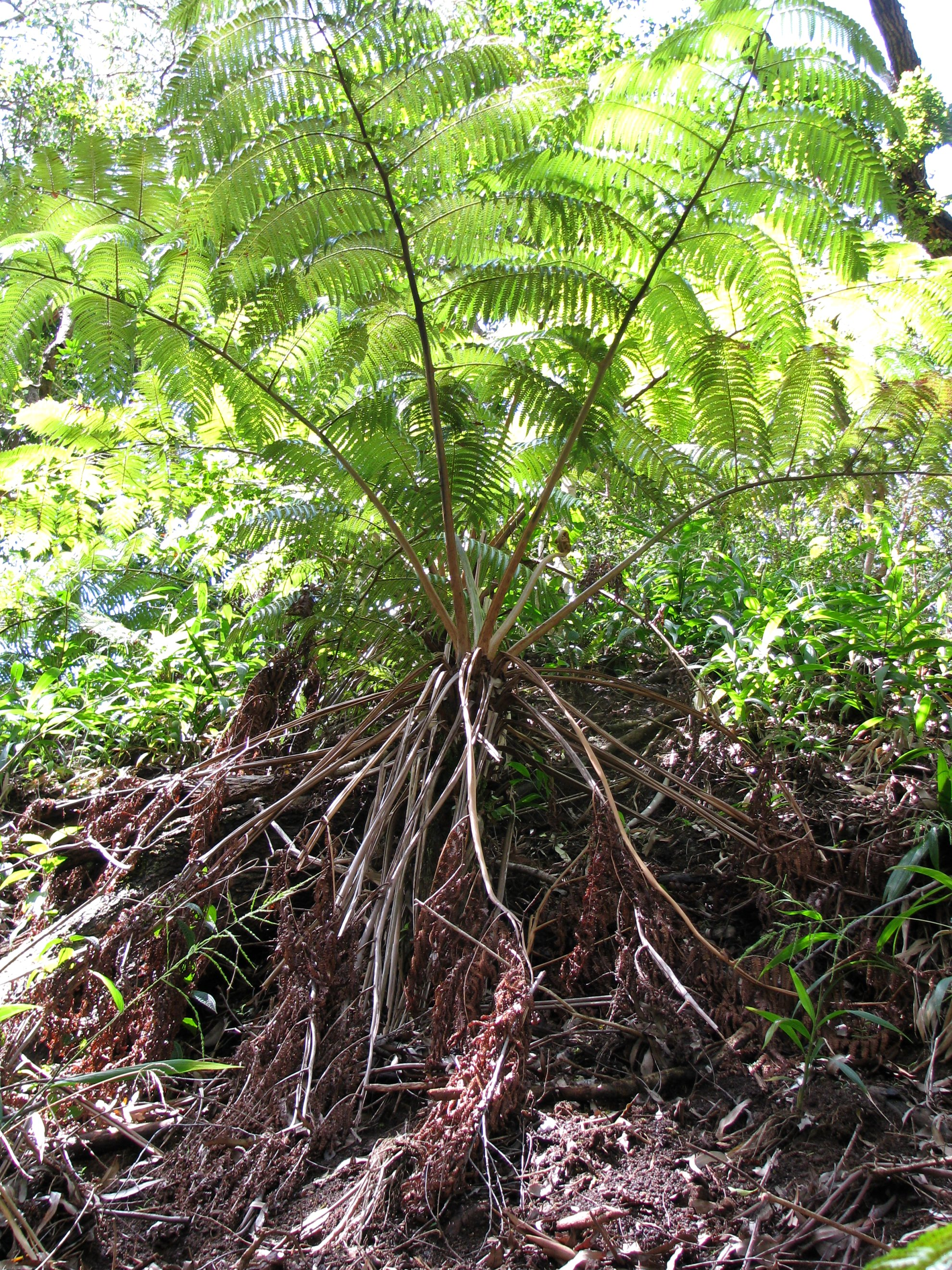
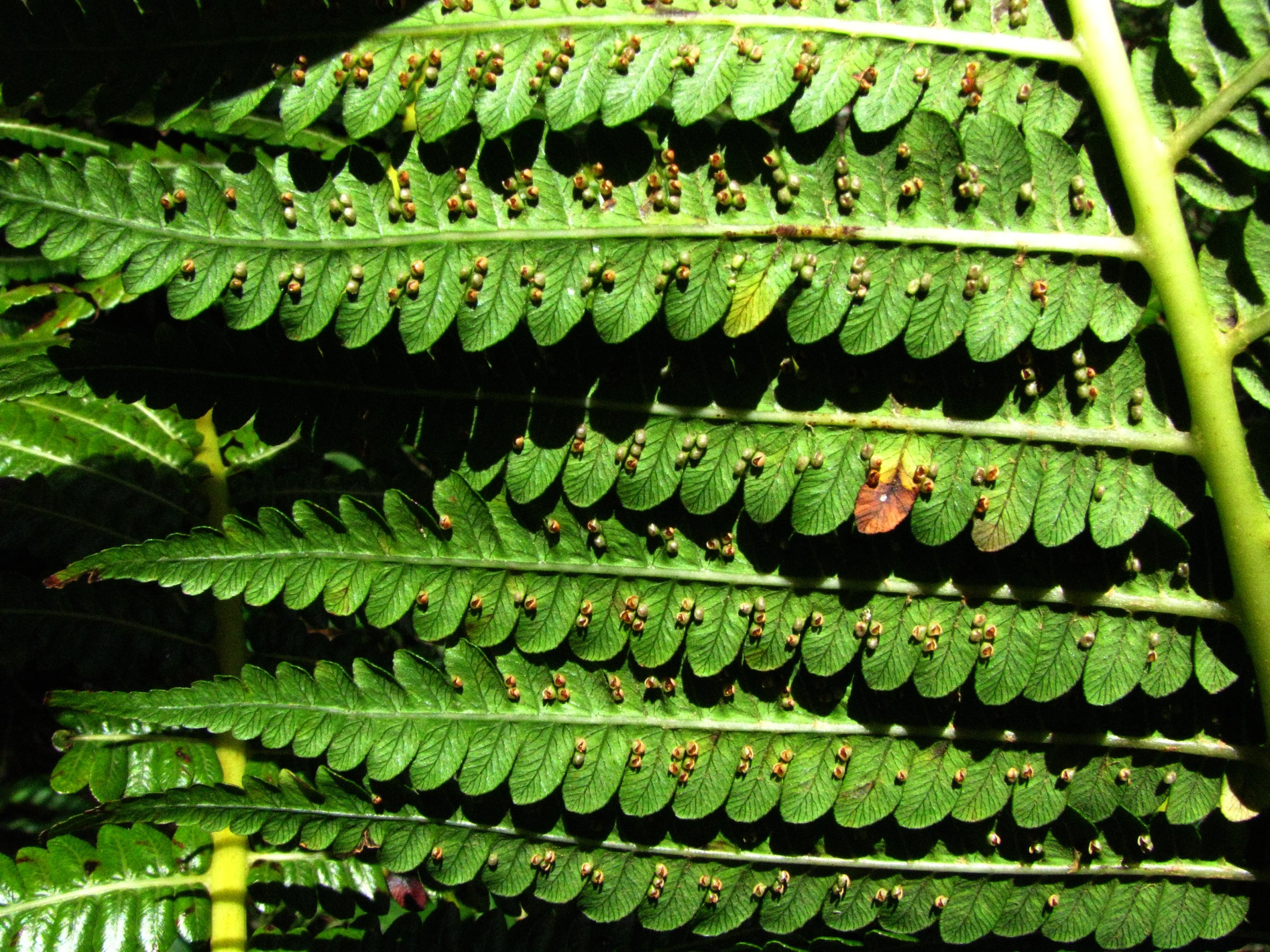
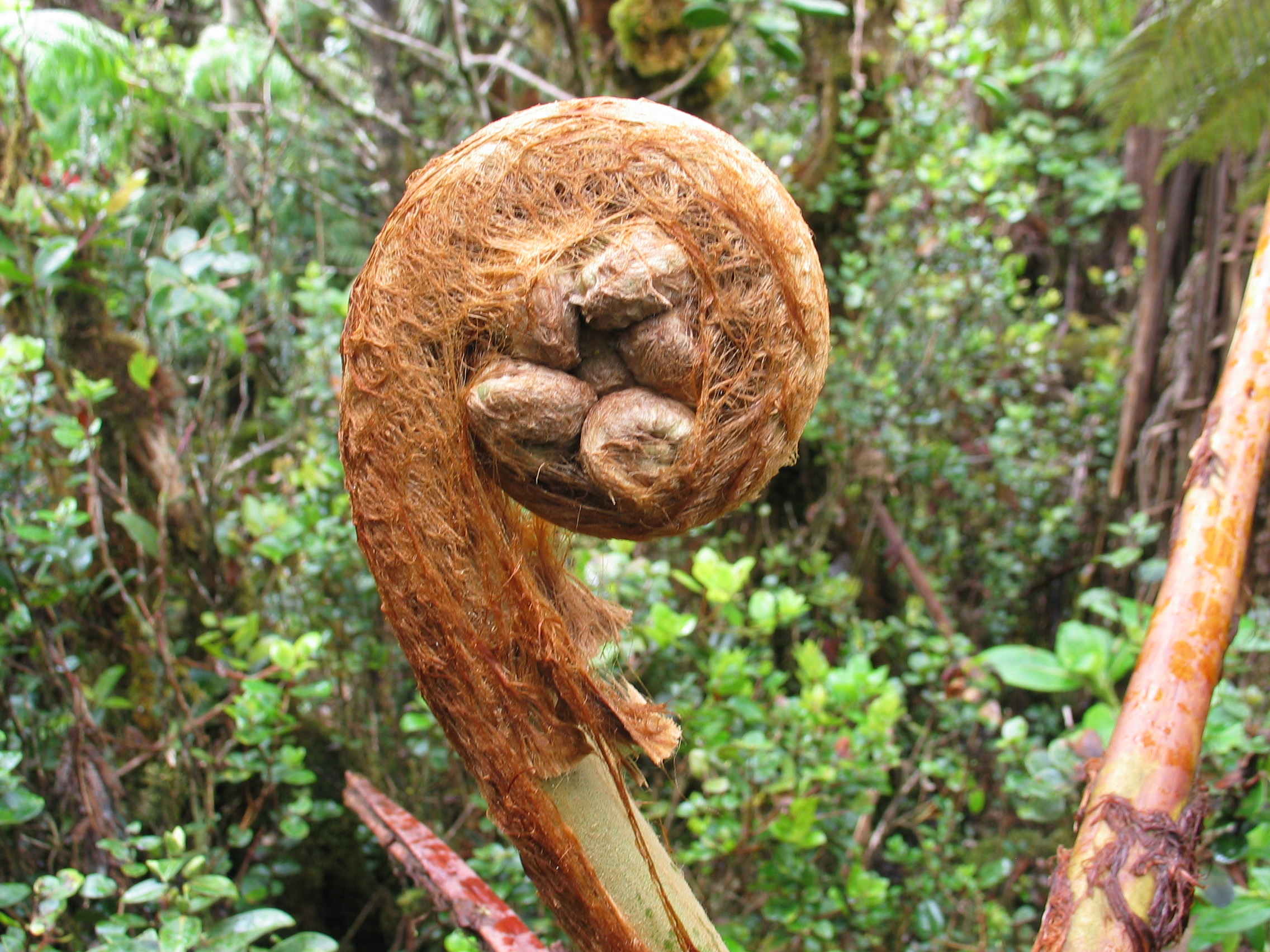